# Pilar Llop
María Pilar Llop Cuenca (Madrid, 3 de agosto de 1973) es una magistrada y política española. Ha sido presidenta del Senado de España entre 2019 y 2021, ministra de Justicia y notaria mayor del Reino entre 2021 y 2023, senadora por designación de la Asamblea de Madrid y diputada de la Asamblea de Madrid.
Especialista en violencia de género y en cooperación internacional de la Administración de Justicia, en 2015 dio el salto a la política regional madrileña cuando fue elegida diputada de la x legislatura de la Asamblea de Madrid dentro del grupo parlamentario socialista y en 2018 pasó a la política nacional al ser nombrada delegada del Gobierno para la Violencia de Género, cargo que ocupó hasta abril de 2019.

## Biografía
Su padre es de Barcelona, y su madre, nacida en Madrid, es de ascendencia asturiana. Se licenció en Derecho por la Universidad Complutense de Madrid. Es también especialista en traducción jurídica inglés-español por la Universidad de Alicante. Fue estudiante Erasmus durante el último año de licenciatura en la Universidad de Viena y habla con fluidez inglés, alemán y francés además de conocer italiano y búlgaro. Está casada y tiene una hija.

### Trayectoria en la magistratura
Se formó en Barcelona en la Escuela Judicial y entre sus primeros destinos al acceder por oposición a la judicatura en 1999 fue en el juzgado penal número 1 de Mataró, época en la que residió en Gerona. Desde 2001 ha estado destinada en diferentes plazas como jueza de instrucción desde donde fue tomando contacto con la trata y la violencia contra las mujeres. Ascendió a magistrada en 2004 y en 2009 accedió a un juzgado especializado en violencia sobre la mujer.  En 2004 comenzó a tomar contacto con la perspectiva de género y a formarse a partir de asistir voluntariamente a cursos organizados por el Consejo General del Poder Judicial en violencia de género e igualdad, ha explicado en algunas entrevistas al dar el paso a la política.
Desde 2011 hasta 2015 fue letrada del Gabinete Técnico del Consejo General del Poder Judicial, con responsabilidades como la jefatura de la Sección Observatorio Violencia Doméstica y de Género, Secretaria de la Comisión Igualdad, Secretaria Foro Justicia y Discapacidad, y Secretaria del Comité de Dirección del Consejo General del Poder Judicial. Su último destino judicial antes de incorporarse a la política fue el juzgado de violencia de género número 5 de Madrid.

### Proyectos internacionales
Llop ha compatibilizado su carrera como magistrada con la de consultora internacional, y ha trabajado para la Comisión Europea en la Dirección General de Cooperación Internacional (AIDCO) en Bruselas, encargada de asuntos de justicia, derechos humanos y ONG (2006-2007) así como en diversos proyectos internacionales en países en situación de preadhesión a la Unión Europea. De julio de 2009 a diciembre de 2010 trabajó en Bulgaria como Asesora Residente en el Proyecto Twinning de reforzamiento del sistema judicial búlgaro.

### Trayectoria política
En 2015 anunció su paso a la política como candidata a diputada autonómica en el número 8 de la lista del PSOE para las elecciones a la Asamblea de Madrid de 2015 liderada por Ángel Gabilondo. Ocupó el puesto número 8 de la lista y logró un escaño. En la X Legislatura de la Asamblea de Madrid es portavoz de la Comisión de Justicia y de la comisión de Estatuto de Autonomía, Reglamento y Estatuto del diputado además de miembro de la Diputación Permanente.
En abril de 2016 se anunció que sería la número dos de la lista del PSOE por Madrid que encabezaría Pedro Sánchez sustituyendo a Meritxell Batet que pasaba a encabezar la lista por Barcelona pero finalmente el puesto fue ocupado por Margarita Robles.
En julio de 2018 fue nombrada Delegada del Gobierno para la Violencia de Género sustituyendo a María José Ordóñez. Dejó su cargo en abril de 2019 tras anunciar sus intenciones de presentarse a las elecciones a la Asamblea de Madrid de 2019, siendo elegida en mayo. En julio, la Asamblea de Madrid la designó senadora autonómica.
Se convirtió en senadora el 11 de julio de 2019 y el 31 de julio su grupo parlamentario la asignó a las comisiones de Igualdad, de Justicia, la General de las Comunidades Autónomas y de Defensa, siendo elegida presidenta de esta última. Tras la repetición electoral, Llop fue elegida presidenta de la Cámara Alta por 130 votos a favor.
Posteriormente, el 12 de julio de 2021 recibió la cartera de Justicia de manos de su predecesor, Juan Carlos Campo. Cesó el 21 de noviembre de 2023.

## Posiciones
Defiende la necesidad de que los jueces y fiscales que lleven los procesos de violencia de género tengan formación especializada en perspectiva de género, para que cuando les lleguen los casos sean manejados alejados de estereotipos.
Es partidaria de reformar y adaptar a la complejidad jurídica los delitos contra la libertad sexual. En relación con la sentencia contra La Manada señaló que el miedo es un elemento esencial para considerar que hay intimidación:  "el Supremo dice que para que haya intimidación la amenaza deba ser de palabra u obra. El miedo es un elemento esencial. Y el temor vicia cualquier consentimiento. Siempre".